# Dragon Ball Z: Sagas
Dragon Ball Z: Sagas es un videojuego basado en el manga y ánime de Dragon Ball Z de Akira Toriyama en 3D hecho por Avalanche Software y publicado por Atari publicado inicialmente para las consolas Xbox, PlayStation 2 y Nintendo GameCube.

## Temática
El juego ofrece la posibilidad de jugar con uno o dos jugadores, en 3 modos: fácil, normal, difícil. Tienes Ki y salud. En caso de que el jugador haya muerto, este podrá ingerir las semillas del ermitaño, lo máximo de las semillas del ermitaño son 3. A lo largo de la trama, el jugador puede recolectar puntos Z, con los cuales podrá desbloquear nuevas técnicas y habilidades; puede recolectar cápsulas rojas y amarillas, las cuales si recolectas las necesarias, tus barras de vida y Ki aumentaran de capacidad. Dependiendo del nivel, se deberá recolectar, ya sean Dragon Balls o medicina. Dependiendo del personaje utilizas los combos, poder y técnicas fuertes. También depende de la saga que elijas y el personaje (frecuentemente a Goku, Vegeta, Gohan, Piccolo y Trunks).

## Modos de juego
Modo Saga
Puedes jugar en las diferentes sagas del anime/manga cumpliendo las misiones con los mismos personajes que las hacen en la serie. Puedes juntar las «Z-coins» para comprar mejoras, técnicas y más.
Modo Pendulum
Elijes el nivel que quieres jugar y el personaje con el que quieres hacerlo además de los personajes extras como:
- Broly
- Krilin
- Ten Shin Han
- Yamcha
- Bardock

Modo Tutorial
Es un entrenamiento para saber lo más básico del juego.

### Extras
Son videos, los cuales son del juego. Depende del nivel, cuando tienes toda la saga puedes ver el que quieras, incluso los créditos.

## Objetos
- Semillas del ermitaño : Solo puedes tener 3. Su función es que si te quitan toda la vida te hace recuperarla.
- Cápsulas rojas : Si juntas 10 aumenta tu barra de vida.
- Cápsulas amarillas : Si juntas 10 aumenta tu barra de ki.
- Z-coins : Son para comprar técnicas de ki de cuerpo a cuerpo o de combo. En el nivel «La Llegada» Una misión es conseguir 4 Z-coins para comprar la técnica de ki «kame hame ha» para destruir unas montañas.
- Esferas del Dragón (7) : Aparecen en «El Poderoso Nappa» y «Viaje hacia Namek». Si juntas las 7, pasas una de las misiones: Hacen aparecer a Shen Long.
- Medicina (1) : Aparece en «El futuro de Trunks». Si la consigues pasas la misión. Hacen recuperar a Goku cuando se enferma del corazón.
- Turbinas del Tiempo (6) : Aparece en «La última esperanza» (aquí no aparece el explorador por lo que es difícil encontrarlas). Si las consigues pasas la misión: son para que funcione la máquina del tiempo de Trunks.

## Enemigos
- Saibaman (Naranja) : Aparece en «La Llegada», «El Poderoso Nappa» (cuando lo invoca el Saibaman Púrpura) y en «Cell Imperfecto».
- Saibaman (Rojo) : Este es quizás el enemigo más fácil de todos: solo lanza bolas de energía y se destruye con el ki.
- Saibaman (Amarillo) : Aparece en «El Poderoso Nappa» y en «Cell Imperfecto». Puede ser convocado por el Saibaman Púrpura.
- Saibaman (Púrpura) : Es el líder de los Saibamans (puede invocarlos). Aparece en «El Poderoso Nappa» y «Cell Imperfecto».
- Raditz : Es el Primer Jefe del Juego. Simplemente hay que hacer 4 o 5 combos y algunos Kame Hame Ha. Puede lanzar bolas de energía. Saga Saiyajin-«La Llegada». Poder: 1,200.
- Super Saibaman : Aparece en «El Poderoso Nappa» y en «Cell Imperfecto». Es un enemigo poderoso de color azul mucho más grande que los Saibamans normales.
- Nappa : Segundo Jefe del Juego, un poco más difícil que Raditz. Puede lanzar rayos paralizadores y super-combos. Saga Saiyajin-"El Poderoso Nappa". Poder: 4,000.
- Vegeta (Saiyajin de Elite)  : Tercer Jefe del Juego, al principio será muy difícil, pero mediante transcurra el tiempo se hará más fácil. Tiene el poder de usar Técnicas Especiales como los personajes seleccionables, es decir, Cañón Galick. Saga Saiyajin-"Duelo de Saiyajines". Poder: 18,000
- Soldados de Freezer/Ginyus (Azules) : Aparecen en toda la Saga de Freezer.
- Soldados de Freezer/Ginyus (Rojos) : Aparecen en toda la Saga de Freezer. Son los líderes y pueden llamar a otros con su teléfono.
- Soldados de Freezer/Ginyus (Verdes)/Cocodrilo : Aparecen en toda la Saga de Freezer.
- Recoome : Cuarto Jefe del Juego. Parecerá un poco más fácil a Vegeta, pero en realidad es más fuerte. Puede hacer tormentas de rayos y técnicas de los Super Saibamans. Saga Fuerza Ginyu. Poder: 40,000.
- Jeice y Burter : Quintos Jefes del Juego. Peleas con ellos, ambos tiempo a tiempo. Pueden hacer el "ataque de los cometas morados". Saga Fuerza Ginyu. Poder: 95,000.
- Capitan Ginyu : Sexto Jefe del Juego.Hay que tener en cuenta que hay que hacer varios combos y tener muchas mejoras. Puede enterrarse bajo la tierra y agarrar a su oponenete. Saga Fuerza Ginyu. Poder: 120,000.
- Ginyu en el cuerpo de Goku : Séptimo Jefe del Juego. Puede lanzar rayos y Kame Hame Ha. Saga Fuerza Ginyu. Poder: 23,000.
- Freezer (1ª y 2ª Forma) : Octavo Jefe del Juego. Solo hay que esperar para que Piccolo llegue. Saga de Freezer.
- Freezer (Forma Final) : Noveno Jefe del Juego. Para vencerlo hay que estar transformado en Súper Saiyajin. Saga de Freezer. Poder: 12,000,000.
- Habitantes de Yadrat : Monstruos con forma de tiburón. Aparecen en "Goku en Yadrat".
- Soba : Décimo Jefe del Juego. Este enemigo es mucho más poderoso que Freezer. Jamás había aparecido en la serie, solo fue mencionado por Goku. Saga de Yadrat. Poder: 14,000,000
- Androides (Prototipos) : Son enemigos fuertes y variados. Aparecen en toda la Saga de Trunks y en "Los Androides".
- Androide Nº 17 : Decimoprimer y decimoquinto Jefe del Juego. Es el mayor rival de Trunks y Gohan. Saga de Trunks y Saga Androide. Poder:?????????
- Androide Nº 17 y Androide Nº 18 : Decimosegundos Jefes del Juego. Cada uno tiene un tiempo determinado para luchar. Saga de Trunks. Poder: ????????? y ?????????
- Androide Nº 19 : Decimotercer Jefe del Juego. Mientras peleas, tienes que proteger a Goku del Dr. Gero. Saga Androide. Poder: ?????????
- Androide Nº 18 : Decimocuarta Jefa del Juego. Saga Androide. Energía: ?????????
- Cell (Forma Perfecta) : Jefe Final del Juego. Para vencerlo tienes que estar transformado en Súper Saiyajin 2. Saga de Cell. Poder: ????????????

## Niveles
Saga Saiyajin:
- La Llegada
- El Poderoso Nappa
- Duelo de Saiyajines

Saga de Ginyu:
- Viaje Hacia Namek
- Capitán Ginyu
- ¿Goku no es Goku?

Saga de Freezer:
- Tiranía de Freezer
- Super Saiyajin Goku

Saga de Yadrat:
- Goku en Yadrat

Saga de Trunks:
- El Futuro de Trunks
- La última Esperanza

Saga Androide:
- Los Androides
- Super Saiyajin Vegeta
- Fusión de Piccolo

Saga de Cell:
- La Habitación del Tiempo
- Cell Imperfecto
- Super Saiyajin Gohan
- Los Juegos de Cell
- La Confrontación Final

## Personajes
- Goku: legendario
- Goku: Duelo de Saiyajines
- Goku: Asendido (Play  Sagas)
- Goku Súper Saiyajin: Asendido
- Goku: Súper Saiyajin: Armadura Saiyajin
- Goku Súper Saiyajin: Juegos de Cell
- Vegeta: Duelo de Saiyajines (Modo Pendulum)
- Vegeta: Armadura Saiyajin 2
- Vegeta: Armadura Saiyajin 3 (Play Sagas)
- Vegeta: Super Saiyajin
- Gohan Nino: El Poderoso Nappa
- Gohan Niño: Armadura Saiyajin
- Gohan Joven: Armadura Saiyajin
- Gohan Joven Súper Saiyajin
- Gohan Joven: Uniforme Namekuseijin
- Gohan Joven Súper Saiyajin: Uniforme Namekuseijin
- Gohan Joven: Juegos de Cell
- Gohan Joven Súper Saiyajin: Juegos de Cell
- Gohan Joven Súper Saiyajin 2
- Gohan del Futuro Súper Saiyajin
- Gohan del Futuro Súper Saiyajin: Un Solo Brazo
- Piccolo: Capa Blanca
- Piccolo Sin Capa: El Poeroso Nappa (Play Sagas 2P)
- Piccolo Sin Capa Súper Namekuseijin: Fusión de Piccolo
- Trunks: Sin Espada (Modo Pendulum)
- Trunks: Espada Negra
- Trunks: Armadura Saiyajin
- Trunks Súper Saiyajin: Armadura Saiyajin
- Trunks: Armadura Saiyajin 3
- Súper Trunks
- Trunks Joven
- Trunks: Espada Rápida
- Trunks Súper Saiyajin: Espada Rápida
- Broly Súper Saiyajin Legendario (Modo Pendulum)
- Bardock (Modo Pendulum)
- Krilin (Modo Pendulum)
- Yamcha (Modo Pendulum)
- Ten Shin Han (Modo Pendulum)

## Recepción
El juego recibió principalmente reseñas mixtas y negativas.